# 雨の赤坂
「雨の赤坂」（あめのあかさか）は、1968年12月25日に発売されたジャッキー吉川とブルー・コメッツの楽曲である。
1970年代前半頃にザ・ピーナッツが、1989年に角川博がカバーした。なお、当項では角川博がカバーしたバージョンについても便宜上記述する。

## 解説
作詞は橋本淳、作曲は三原綱木、そして編曲は筒美京平による。尤も、筒美京平が編曲だけを担当したのは「草原の輝き」以来2作ぶりとなる。前作の「さよならのあとで」に続く歌謡曲路線第2弾の作品となったが、オリコンチャートは最高20位という結果に終わり、ブルー・コメッツの人気も徐々に下がり始めた。
B面は「黒いレースの女」（くろいレースのひと）。
2012年12月、作曲者である三原のソロバージョンがシングルで発売されている。

## 収録曲
※両曲とも、作詞：橋本淳 / 編曲：筒美京平
| #         | タイトル           | 作詞      | 作曲     | 時間 |
| --------- | ------------------ | --------- | -------- | ---- |
| 1.        | 「雨の赤坂」       |           | 三原綱木 | 3:35 |
| 2.        | 「黒いレースの女」 |           | 小田啓義 | 2:58 |
| 合計時間: | 合計時間:          | 合計時間: | 6:33     |      |

## 角川博のシングル

### 解説
- ジャッキー吉川とブルー・コメッツがリリースしてから後にザ・ピーナッツが、20年余り経つ1989年に演歌歌手の角川博がカバーした。前者の曲は1999年5月28日にリリースされた「ザ・ピーナッツ カヴァーヒッツ わたしの城下町」に収録されている。

### 収録曲
※両曲とも、編曲：竜崎孝路
| #         | タイトル       | 作詞      | 作曲      | 時間 |
| --------- | -------------- | --------- | --------- | ---- |
| 1.        | 「雨の赤坂」   | 橋本淳    | 三原綱木  | 3:39 |
| 2.        | 「夢さすらい」 | 高橋直人  | 中条哲    | 3:20 |
| 合計時間: | 合計時間:      | 合計時間: | 合計時間: | 6:59 |